# Steleoneura czernyi
Steleoneura czernyi är en tvåvingeart som beskrevs av Stein 1924. Steleoneura czernyi ingår i släktet Steleoneura och familjen parasitflugor. Inga underarter finns listade i Catalogue of Life.